# Hayy ibn Yaqdhan
Ḥayy ibn Yaqẓān (arabă: حي بن يقظان

"Viu, fiul lui Treaz"; latină: Philosophus Autodidactus

"Filosoful autodidact"; în engleză: The Improvement of Human Reason: Exhibited in the Life of Hai Ebn Yokdhan/Îmbunătățirea Rațiunii Umane: Expusă în Viața lui Hai Ebn Yokdhan), primul roman arab, a fost scris de Ibn Tufail (de asemenea, cunoscut sub numele de Aben Tofail sau Ebn Tophail), un filosof și medic maur, în Spania islamică de la începutul secolului al 12-lea. Romanul a fost el însuși numit după o precedentă poveste alegorică și poveste de dragoste filosofică arabă, cu același nume, scrisă de Avicenna (Ibn Sina), la începutul secolului al 11-lea, deși acestea au povești diferite.

## Link-uri externe
- Abu Jafar Ebn Tophail (1708) Îmbunătățirea Umane Motiv: Expuse în Viața de Hai ebn Yokdhan, Tradus din limba arabă de către Simon Ockley, Tipărite de către E. Powell și J. Morphew, Londra